# Wortelloos kroos
Wortelloos kroos (Wolffia arrhiza) is een wilde plant uit de aronskelkfamilie (Araceae). Het is de kleinste in Europa voorkomende vaatplant. De soort plant zich vegetatief voort. De plantjes zijn 0,5-1,5 mm groot en hebben vrijwel bolvormige schijfjes. Een schijfje is een bladachtige stengel zonder bladeren. De naam zegt het al: er zitten geen worteltjes aan de schijfjes. Het plantje komt voor in ondiep, zoet, voedselrijk, stilstaand water.
Wortelloos kroos is in Europa nooit bloeiend gevonden.

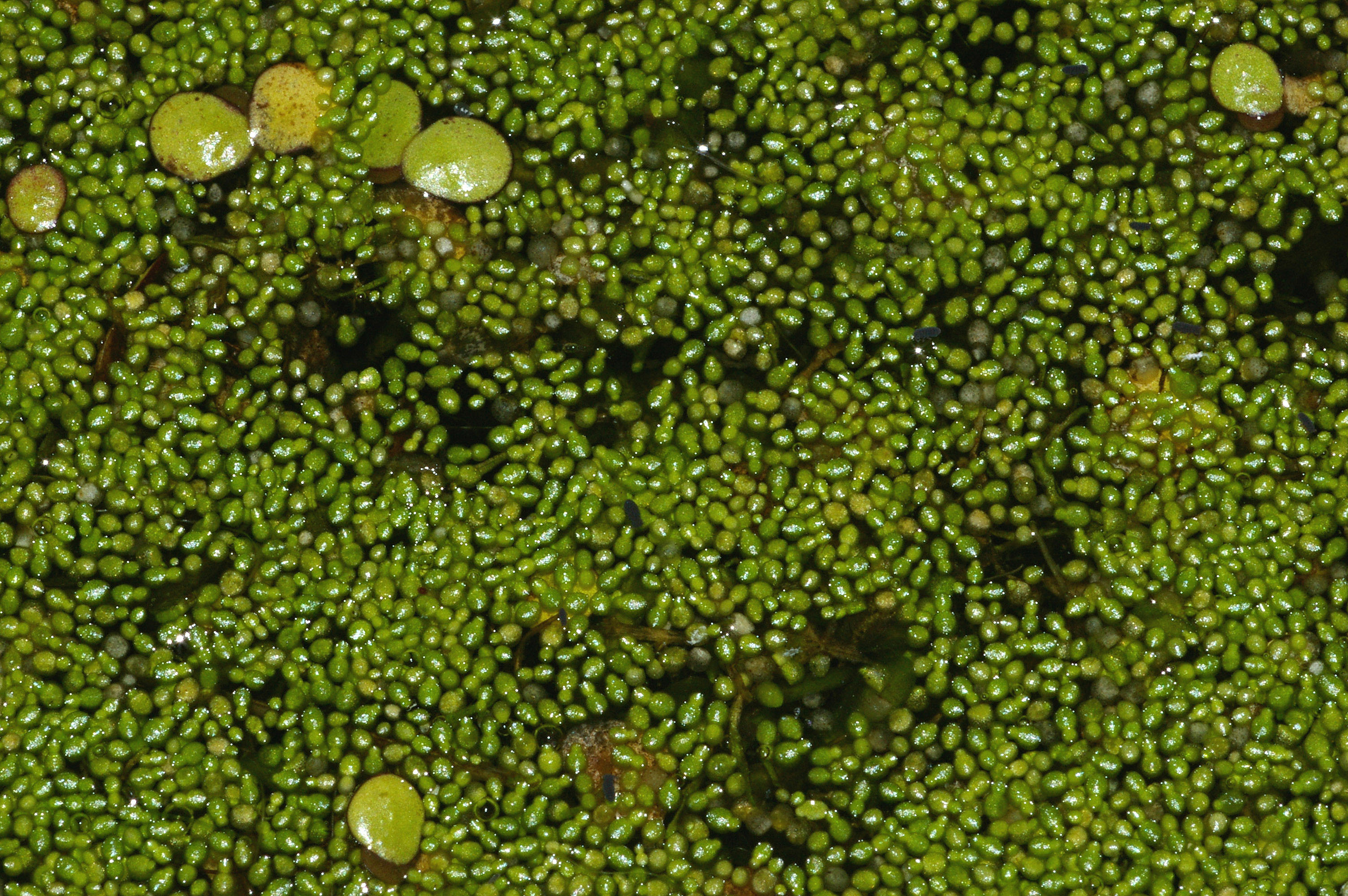
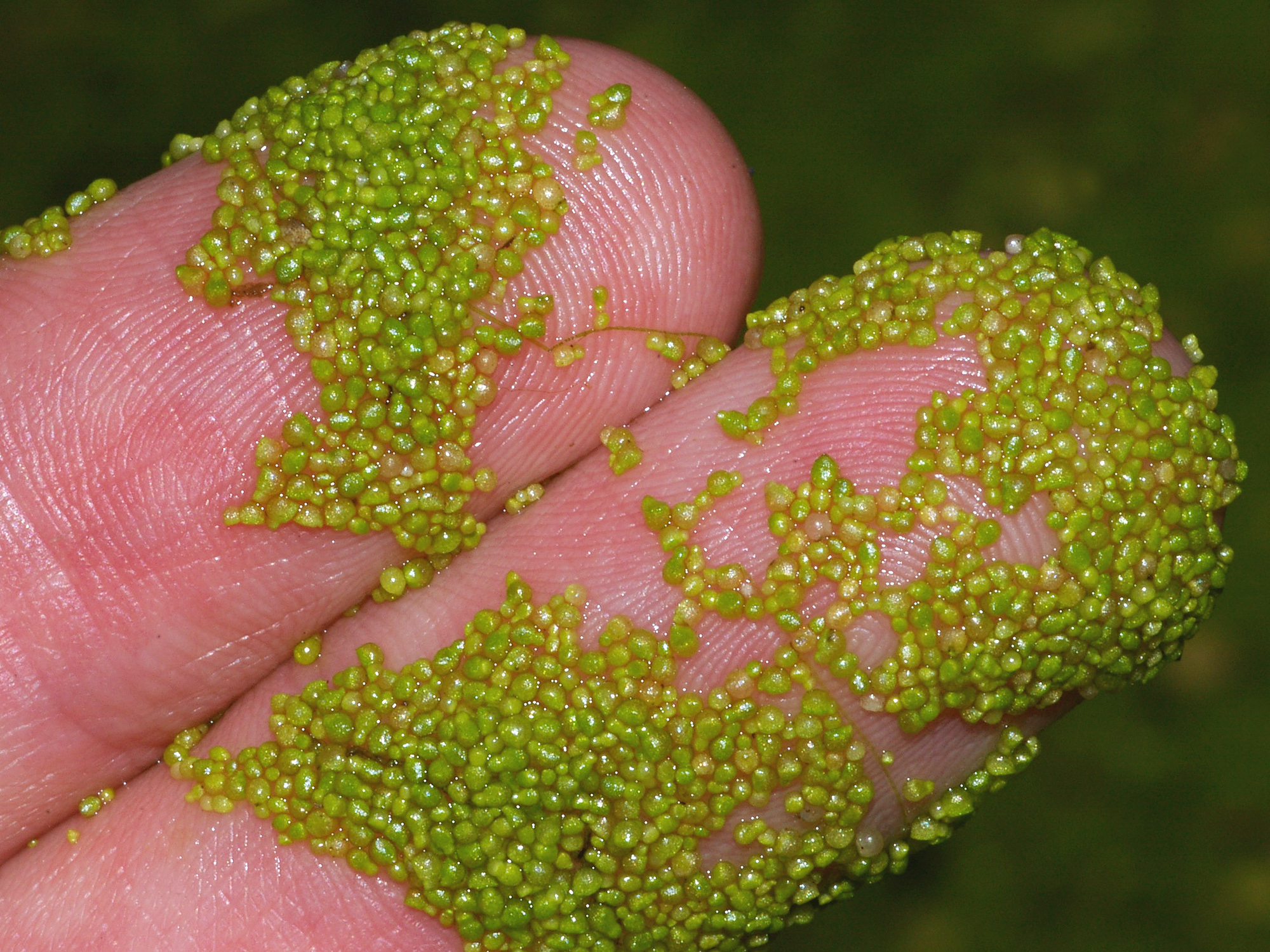